# ムシチュイ1世
ムシチュイ1世（ポーランド語：Mściwój I / Mszczuj I；ドイツ語：Mestwin I；ラテン語：Mestvinus dux Pomeraniae、1160年 - 1217/20年）は、ポメレリアのグダニスク総督（在位：1207年 - 1220年）。

## 生涯
ソビェスワフ1世の息子の一人で、兄サンボル1世から総督位を継承した。オリヴァに残る石碑では、彼を「平和を好む人物」としている。当時ポモジェ地方はバルト海南岸を征服したデンマーク王ヴァルデマー2世の影響下にあった。ムシチュイ1世は1209年、「神の恩寵によるグダニスクの大公」として女子修道院と、ラドゥニャ川とスウプスクに挟まれた地域にいくつかの村を建設した。1210年にバルト・プロイセン人に対する十字軍遠征が始まると、ムシチュイはデンマーク王に忠誠を誓い、その庇護を受けた。

## 子女
妻ズヴィニスワヴァとの間に4男5女をもうけた。娘のうち3人は修道女となった。
- シフィエントペウク2世（1190/1200年 - 1266年）
- ヴァルティスラフ1世（1195年頃 - 1227年から1233年の間）
- サンボル2世（1211/12年頃 - 1277/8年）
- ラティボル1世（1212年以後 - 1272年）
- ミロスワヴァ（1190年頃 - 1233/1240年） - ポメラニア公ボグスワフ2世と結婚
- ヤドヴィガ（1200年頃 - 1249年） - ヴィエルコポルスカ公ヴワディスワフ・オドニツと結婚